# Schläfli-szimbólum
A geometriában a Schläfli-szimbólum sokszögeket, poliédereket és magasabb dimenziós politópokat, parkettázásokat, térkitöltéseket ír le. A svájci Ludwig Schläfli után nevezték el.
Alakja {\displaystyle \left\{p,q,r,\dots \right\}}, ahol, ha {\displaystyle {p}} egész, akkor egy megfelelő oldalszámú sokszöget jelöl. Ha tört, akkor egy csillagsokszöget jellemez, ahol a számláló a csúcsok számát, a nevező pedig azt adja meg, hogy körbemenve hányadik pontokat kell összekötni.
A Schläfli-szimbólumban szereplő számok sorrendjének megfordítása az eredetileg leírt objektum duálisát írja le.

## Definíció
A Schläfli-szimbólum egy rekurzív leírás, ami a {\displaystyle \left\{p\right\}} sokszögből indul ki.
A {\displaystyle \left\{p,q\right\}} szimbólumban q azt adja meg, hogy a p sokszögből hány találkozik egy csúcsban. Ha egy négy dimenziós politópban minden él körül r {\displaystyle \left\{p,q\right\}} szimbólumú poliéder találkozik, akkor Schläfli-szimbóluma {\displaystyle \left\{p,q,r\right\}}, és így tovább. A poliédereknek lehetnek csillagsokszög lapjaik is.
A {\displaystyle \left\{p,q,r,...,y,z\right\}} szabályos politóp lapjának Schläfli-szimbóluma {\displaystyle \left\{p,q,r,\dots ,y\right\}}. Ugyanennek a poliédernek a csúcsalakzata {\displaystyle \left\{q,r,\dots ,y,z\right\}}.
A poliédereknek lehetnek csillagsokszög lapjaik is.
A szimbólum reprezentálhat véges sokszöget, poliédert, politópot, vagy euklideszi vagy hiperbolikus szabályos parkettát vagy térkitöltést a defektusától függően. Ha a defektus pozitív, akkor lapok felhajtogathatók az eggyel magasabb dimenziós térbe, így politópot alkothatnak. A nulla defektus azt jelzi, hogy az illeszkedő lapok kitöltik az adott dimenziójú euklideszi teret. A negatív defektus nem lehetséges az euklideszi térben, de a hiperbolikus térben már igen.
A csúcsalakzatot többnyire véges politópnak fogják fel, de néha érdemesebb parkettázásnak vagy térkitöltésnek tekinteni.
A szabályos politópok duálisainak Schläfli-szimbóluma megegyezik az eredeti Schläfli-szimbólum megfordításával. Az önduális politópok Schläfli-szimbóluma így szimmetrikus.

## Szimmetriacsoportok
A Schläfli-szimbólum szorosan kapcsolódik az azonos indexű tükörszimmetrikus csoportokhoz, amelyeket Coxeter-csoportoknak is neveznek, és szögletes zárójelbe tesznek. Így a [3,3] Coxeter-csoport a tetraéder, a [3,4] az oktaéder, és [3,5] az ikozaéder tükörszimmetriái által generált csoport jele.

## Példák

### Sokszögek és csillagsokszögek
{\displaystyle \left\{n\right\}} egy {\displaystyle n}-szög.
{\displaystyle \left\{5/2\right\}} a pentagramma .
{\displaystyle \left\{7/2\right\}} és {\displaystyle \left\{7/3\right\}} rendre a  és  heptagrammák jele.
Mindezek az alakzatok önduálisak.

### Szabályos testek
A szabályos testek Schläfli-szimbólumai:
{\displaystyle \left\{3,3\right\}} az önduális tetraéder.
{\displaystyle \left\{3,4\right\}} az oktaéder, a megfordított {\displaystyle \left\{4,3\right\}} az oktaéder duálisa, a kocka.
{\displaystyle \left\{3,5\right\}} az ikozaéder, a megfordított {\displaystyle \left\{5,3\right\}} az ikozaéder duálisa, a dodekaéder.

### Platóni parketták
{\displaystyle \left\{3,6\right\}} a háromszögparketta, az {\displaystyle \left\{6,3\right\}} inverz ennek a duálisa, a hatszögparketta.
{\displaystyle \left\{4,4\right\}} az önduális négyzetparketta.

### Kepler-Poinsot-testek
A Kepler-Poinsot-testek Schläfli-szimbólumai:
{\displaystyle \left\{3,5/2\right\}} a nagy ikozaédert, az {\displaystyle \left\{5/2,3\right\}} inverziója a duálisát, a nagy csillagdodekaédert írja le.
{\displaystyle \left\{5,5/2\right\}} a nagy dodekaédert, az {\displaystyle \left\{5/2,5\right\}} inverzió a duálisát, a kis csillagdodekaédert jellemzi.

### Négy dimenziós szabályos politópok
{\displaystyle \left\{3,3,3\right\}} a pentakhoron,
{\displaystyle \left\{4,3,3\right\}} a tesszerakt (négy dimenziós hiperkocka), {\displaystyle \left\{3,3,4\right\}} duálisa pedig a hexadekakhor néven is ismert szabályos 16-cellát jellemzi.
{\displaystyle \left\{3,4,3\right\}} az önduális szabályos 24-cella, másként az ikozitetrakhor.
{\displaystyle \left\{5,3,3\right\}} a 120-cella, {\displaystyle \left\{3,3,5\right\}} inverziója a szabályos 600-cella.

### Magasabb dimenzióban
Magasabb dimenzióban a politóp Schläfli-szimbóluma {p1, p2, ..., pn − 1}, ha lapjainak Schläfli-szimbóluma {p1,p2, ..., pn − 2}, és csúcsalakzatának Schläfli-szimbóluma {p2,p3, ..., pn − 1}.
Egy szabályos politóp lapjának csúcsalakzata és csúcsalakzatának lapja ugyanaz: {p2,p3, ..., pn − 2}.
Négynél magasabb dimenzióban dimenziónként három szabályos politóp van: {3,3,3,...,3} a szimplex; {3,3, ..., 3,4} a keresztpolitóp; és {4,3,3,...,3} a hiperkocka. Konkáv szabályos politópok nincsenek ezekben a dimenziókban.

### Uniform prizmák
Az uniform prizmák alacsonyabb dimenziós szabályos politópok Descartes-szorzatai:
- p-gonális prizma: a p.4.4 csúcsalakzatú politóp definiálható, mint { } × {p}, ahol { } a szakasz.
- {p,q}-éderes prizma: a { } × {p,q} szorzat.
- p-q duoprizma: {p} × {q}.

## Általánosításai
Coxeter a kváziszabályos poliéderekre is kiterjesztette a Schläfli-szimbólumot a csúcsok dimenziójának jelölésével. Ez lett a még általánosabb Coxeter-Dynkin diagram kiindulópontja. Norman Johnson egyszerűsítette a jelölést azzal, hogy a csúcsszimbólumokra bevezette az r prfixet. A t jelölés a legáltalánosabb, és közvetlenül megfelel a Coxeter-Dynkin diagram gyűrűinek. Mindegyik szimbólumnak van alternációja, ahol a Coxeter-Dynkin diagramon a gyűrűket lyukak helyettesítik a h prefixszel. Ez a változtatás csak bizonyos feltételekkel vihető végbe.
| Forma                                               | Kiterjesztett Schläfli-szimbólumok                   | Kiterjesztett Schläfli-szimbólumok | Kiterjesztett Schläfli-szimbólumok | Szimmetria           | Coxeter-diagram | Coxeter-diagram | Példa: {4,3} | Példa: {4,3}                  | Példa: {4,3} |
| --------------------------------------------------- | ---------------------------------------------------- | ---------------------------------- | ---------------------------------- | -------------------- | --------------- | --------------- | ------------ | ----------------------------- | ------------ |
| Szabályos                                           | {\displaystyle {\begin{Bmatrix}p,q\end{Bmatrix}}}    | {p,q}                              | t0{p,q}                            | [p,q] vagy [(p,q,2)] |                 |                 |              | Kocka                         |              |
| Csonkított                                          | {\displaystyle t{\begin{Bmatrix}p,q\end{Bmatrix}}}   | t{p,q}                             | t0,1{p,q}                          | [p,q] vagy [(p,q,2)] |                 |                 |              | Csonkított kocka              |              |
| Bicsonkítás (Csonkított duális)                     | {\displaystyle t{\begin{Bmatrix}q,p\end{Bmatrix}}}   | 2t{p,q}                            | t1,2{p,q}                          | [p,q] vagy [(p,q,2)] |                 |                 |              | Csonkított oktaéder           |              |
| Rektifikált (Kváziszabályos)                        | {\displaystyle {\begin{Bmatrix}p\\q\end{Bmatrix}}}   | r{p,q}                             | t1{p,q}                            | [p,q] vagy [(p,q,2)] |                 |                 |              | Kuboktaéder                   |              |
| Birektifikáció (Szabályos duális)                   | {\displaystyle {\begin{Bmatrix}q,p\end{Bmatrix}}}    | 2r{p,q}                            | t2{p,q}                            | [p,q] vagy [(p,q,2)] |                 |                 |              | Oktaéder                      |              |
| Cantellated (A rektifikált rektifikáltja)           | {\displaystyle r{\begin{Bmatrix}p\\q\end{Bmatrix}}}  | rr{p,q}                            | t0,2{p,q}                          | [p,q] vagy [(p,q,2)] |                 |                 |              | Rombikuboktaéder              |              |
| Élcsonkított (A csonkított rektifikáltja)           | {\displaystyle t{\begin{Bmatrix}p\\q\end{Bmatrix}}}  | tr{p,q}                            | t0,1,2{p,q}                        | [p,q] vagy [(p,q,2)] |                 |                 |              | Csonkított kuboktaéder        |              |
| Alternációk                                         |                                                      |                                    |                                    |                      |                 |                 |              |                               |              |
| Alternált szabályos (p páros)                       | {\displaystyle h{\begin{Bmatrix}p,q\end{Bmatrix}}}   | h{p,q}                             | ht0{p,q}                           | [1+,p,q]             |                 |                 |              | Demikocka (Tetraéder)         |              |
| Snub szabályos (q páros)                            | {\displaystyle s{\begin{Bmatrix}p,q\end{Bmatrix}}}   | s{p,q}                             | ht0,1{p,q}                         | [p+,q]               |                 |                 |              |                               |              |
| Snub duális szabály (p páros)                       | {\displaystyle s{\begin{Bmatrix}q,p\end{Bmatrix}}}   | s{q,p}                             | ht1,2{p,q}                         | [p,q+]               |                 |                 |              | Snub oktaéder (Ikozaéder)     |              |
| Alternált duális szabályos (q páros)                | {\displaystyle h{\begin{Bmatrix}q,p\end{Bmatrix}}}   | h{q,p}                             | ht2{p,q}                           | [p,q,1+]             |                 |                 |              |                               |              |
| Alternált rektifkált (p és q is páros)              | {\displaystyle h{\begin{Bmatrix}p\\q\end{Bmatrix}}}  | hr{p,q}                            | ht1{p,q}                           | [p,1+,q]             |                 |                 |              |                               |              |
| Alternált rektifikált rektifikált (p és q is páros) | {\displaystyle hr{\begin{Bmatrix}p\\q\end{Bmatrix}}} | hrr{p,q}                           | ht0,2{p,q}                         | [(p,q,2+)]           |                 |                 |              |                               |              |
| Quarter (p és q is páros)                           | {\displaystyle q{\begin{Bmatrix}p\\q\end{Bmatrix}}}  | q{p,q}                             | ht0ht2{p,q}                        | [1+,p,q,1+]          |                 |                 |              |                               |              |
| Snub rektifikált Snub kváziszabályos                | {\displaystyle s{\begin{Bmatrix}p\\q\end{Bmatrix}}}  | sr{p,q}                            | ht0,1,2{p,q}                       | [p,q]+               |                 |                 |              | Snub kuboktaéder (Snub kocka) |              |

### Négy dimenzióban
| Forma                              | Kiterjesztett Schläfli-szimbólum                                    | Kiterjesztett Schläfli-szimbólum | Kiterjesztett Schläfli-szimbólum | Coxeter-diagram | Coxeter-diagram | Példa, {4,3,3} | Példa, {4,3,3}             | Példa, {4,3,3} |
| ---------------------------------- | ------------------------------------------------------------------- | -------------------------------- | -------------------------------- | --------------- | --------------- | -------------- | -------------------------- | -------------- |
| Szabályos                          | {\displaystyle {\begin{Bmatrix}p,q,r\end{Bmatrix}}}                 | {p,q,r}                          | t0{p,q,r}                        |                 |                 |                | Tesszerakt                 |                |
| Csonkított                         | {\displaystyle t{\begin{Bmatrix}p,q,r\end{Bmatrix}}}                | t{p,q,r}                         | t0,1{p,q,r}                      |                 |                 |                | Csonkított tesszerakt      |                |
| Rektifikált                        | {\displaystyle \left\{{\begin{array}{l}p\\q,r\end{array}}\right\}}  | r{p,q,r}                         | t1{p,q,r}                        |                 |                 |                | Rektifikált tesszerakt     | =              |
| Bicsonkított                       |                                                                     | 2t{p,q,r}                        | t1,2{p,q,r}                      |                 |                 |                | Bicsonkított tesszerakt    |                |
| Birektifikált (rektifikált duális) | {\displaystyle \left\{{\begin{array}{l}q,p\\r\end{array}}\right\}}  | 2r{p,q,r} = r{r,q,p}             | t2{p,q,r}                        |                 |                 |                | Rektifikált 16-cella       | =              |
| Tricsonkított (Csonkított duális)  | {\displaystyle t{\begin{Bmatrix}r,q,p\end{Bmatrix}}}                | 3t{p,q,r} = t{r,q,p}             | t2,3{p,q,r}                      |                 |                 |                | Bicsonkított tesszerakt    |                |
| Trirektifikált (Dual)              | {\displaystyle {\begin{Bmatrix}r,q,p\end{Bmatrix}}}                 | 3r{p,q,r} = {r,q,p}              | t3{p,q,r} = {r,q,p}              |                 |                 |                | 16-cella                   |                |
| Cantellált                         | {\displaystyle r\left\{{\begin{array}{l}p\\q,r\end{array}}\right\}} | rr{p,q,r}                        | t0,2{p,q,r}                      |                 |                 |                | Cantellált tesszerakt      | =              |
| Élcsonkított                       | {\displaystyle t\left\{{\begin{array}{l}p\\q,r\end{array}}\right\}} | tr{p,q,r}                        | t0,1,2{p,q,r}                    |                 |                 |                | Élcsonkított tesszerakt    | =              |
| Runcinált (kiterjesztett)          | {\displaystyle e{\begin{Bmatrix}p,q,r\end{Bmatrix}}}                | e{p,q,r}                         | t0,3{p,q,r}                      |                 |                 |                | Runcinált tesszerakt       |                |
| Runcicsonkított                    |                                                                     |                                  | t0,1,3{p,q,r}                    |                 |                 |                | Runcicsonkított tesszerakt |                |
| Omnicsonkított                     |                                                                     |                                  | t0,1,2,3{p,q,r}                  |                 |                 |                | Omnicsonkított tesszerakt  |                |
| Alternációk                        |                                                                     |                                  |                                  |                 |                 |                |                            |                |
| Fél p páros                        | {\displaystyle h{\begin{Bmatrix}p,q,r\end{Bmatrix}}}                | h{p,q,r}                         | ht0{p,q,r}                       |                 |                 |                | 16-cella                   |                |
| Negyed p és r páros                | {\displaystyle q{\begin{Bmatrix}p,q,r\end{Bmatrix}}}                | q{p,q,r}                         | ht0ht3{p,q,r}                    |                 |                 |                |                            |                |
| Snub q páros                       | {\displaystyle s{\begin{Bmatrix}p,q,r\end{Bmatrix}}}                | s{p,q,r}                         | ht0,1{p,q,r}                     |                 |                 |                | Snub 24-cella              |                |
| Snub rectifikált r páros           | {\displaystyle s\left\{{\begin{array}{l}p\\q,r\end{array}}\right\}} | sr{p,q,r}                        | ht0,1,2{p,q,r}                   |                 |                 |                | Snub 24-cella              | =              |
| Alternált omnicsonkítás            |                                                                     |                                  | ht0,1,2,3{p,q,r}                 |                 |                 |                | Nagy duoantiprizma         |                |

| Forma            | Kiterjesztett Schläfli-szimbólum                                     | Kiterjesztett Schläfli-szimbólum | Kiterjesztett Schläfli-szimbólum | Coxeter-diagram | Coxeter-diagram | Példák | Példák                | Példák |
| ---------------- | -------------------------------------------------------------------- | -------------------------------- | -------------------------------- | --------------- | --------------- | ------ | --------------------- | ------ |
| Kváziszabályos   | {\displaystyle \left\{p,{q \atop q}\right\}}                         | {p,q1,1}                         | t0{p,q1,1}                       |                 |                 |        | 16-cella              |        |
| Csonkított       | {\displaystyle t\left\{p,{q \atop q}\right\}}                        | t{p,q1,1}                        | t0,1{p,q1,1}                     |                 |                 |        | Csonkított 16-cella   |        |
| Rektifikált      | {\displaystyle \left\{{\begin{array}{l}p\\q\\q\end{array}}\right\}}  | r{p,q1,1}                        | t1{p,q1,1}                       |                 |                 |        | 24-cella              |        |
| Cantellált       | {\displaystyle r\left\{{\begin{array}{l}p\\q\\q\end{array}}\right\}} | rr{p,q1,1}                       | t0,2,3{p,q1,1}                   |                 |                 |        | Cantellált 16-cella   |        |
| Élcsonkított     | {\displaystyle t\left\{{\begin{array}{l}p\\q\\q\end{array}}\right\}} | tr{p,q1,1}                       | t0,1,2,3{p,q1,1}                 |                 |                 |        | Élcsonkított 16-cella |        |
| Snub rectifikált | {\displaystyle s\left\{{\begin{array}{l}p\\q\\q\end{array}}\right\}} | sr{p,q1,1}                       | ht0,1,2,3{p,q1,1}                |                 |                 |        | Snub 24-cella         |        |
| Kváziszabályos   | {\displaystyle \left\{r,{p \atop q}\right\}}                         | {r,/q\,p}                        | t0{r,/q\,p}                      |                 |                 |        |                       |        |
| Csonkított       | {\displaystyle t\left\{r,{p \atop q}\right\}}                        | t{r,/q\,p}                       | t0,1{r,/q\,p}                    |                 |                 |        |                       |        |
| Rektifikált      | {\displaystyle \left\{{\begin{array}{l}r\\p\\q\end{array}}\right\}}  | r{r,/q\,p}                       | t1{r,/q\,p}                      |                 |                 |        |                       |        |
| Cantellált       | {\displaystyle r\left\{{\begin{array}{l}r\\p\\q\end{array}}\right\}} | rr{r,/q\,p}                      | t0,2,3{r,/q\,p}                  |                 |                 |        |                       |        |
| Élcsonkított     | {\displaystyle t\left\{{\begin{array}{l}r\\p\\q\end{array}}\right\}} | tr{r,/q\,p}                      | t0,1,2,3{r,/q\,p}                |                 |                 |        |                       |        |
| snub rektifikált | {\displaystyle s\left\{{\begin{array}{l}p\\q\\r\end{array}}\right\}} | sr{p,/q,\r}                      | ht0,1,2,3{p,/q\,r}               |                 |                 |        |                       |        |

## Fordítás
- Ez a szócikk részben vagy egészben  a   Schläfli-Symbol című német Wikipédia-szócikk fordításán alapul.  Az eredeti cikk szerkesztőit annak laptörténete sorolja fel. Ez a jelzés csupán a megfogalmazás eredetét és a szerzői jogokat jelzi, nem szolgál a cikkben szereplő információk forrásmegjelöléseként.
- Ez a szócikk részben vagy egészben  a   Schläfli symbol című angol Wikipédia-szócikk fordításán alapul.  Az eredeti cikk szerkesztőit annak laptörténete sorolja fel. Ez a jelzés csupán a megfogalmazás eredetét és a szerzői jogokat jelzi, nem szolgál a cikkben szereplő információk forrásmegjelöléseként.